# Knud Lange
Knud Lange (ur. 9 maja 1984 w Bremerhaven) – niemiecki wioślarz.

## Osiągnięcia
- Mistrzostwa Świata U-23 – Amsterdam 2005 – czwórka podwójna wagi lekkiej – 3. miejsce[1].
- Mistrzostwa Świata – Eton 2006 – czwórka podwójna wagi lekkiej – 2. miejsce[1].
- Mistrzostwa Świata – Monachium 2007 – czwórka podwójna wagi lekkiej – 4. miejsce[1].
- Mistrzostwa Świata – Linz 2008 – czwórka podwójna wagi lekkiej – 3. miejsce[1].
- Mistrzostwa Świata – Poznań 2009 – czwórka podwójna wagi lekkiej – 2. miejsce[1].